# Liniparhomaloptera disparis
Liniparhomaloptera disparis es una especie de peces de la familia Balitoridae en el orden de los Cypriniformes.

## Subespecies
- Liniparhomaloptera disparis disparis (Lin, 1934
- Liniparhomaloptera disparis qiongzhongensis  (Zheng & Chen, 1980.[1]

## Hábitat
Es un pez de agua dulce.